# Notodelphys affinis
Notodelphys affinis är en kräftdjursart som beskrevs av Rolf Dieter Illg 1958. Notodelphys affinis ingår i släktet Notodelphys och familjen Notodelphyidae. Inga underarter finns listade i Catalogue of Life.